# Varaire
Varaire é uma comuna francesa na região administrativa de Occitânia, no departamento de Lot. Estende-se por uma área de 25,52 km². Em 2010 a comuna tinha 335 habitantes (densidade: 13,1 hab./km²).